# Элиаш, Юхан
Юхан Элиаш (швед. Johan Eliasch, род. 15 февраля 1962, Стокгольм) — шведский бизнесмен, миллиардер, инвестор и защитник окружающей среды. Был исполнительным директором компании по производству спортивных товаров Head с 1995 по 2021 год, а сейчас является её председателем. В 2006 году он стал соучредителем Cool Earth, некоммерческой организации, занимающейся сохранением тропических лесов. При Гордоне Брауне Элиаш был специальным представителем премьер-министра Великобритании по вырубке лесов и экологически чистой энергии. С июня 2021 года он является президентом Международной федерации лыжного спорта и сноуборда (FIS).
Посвятил себя сохранению джунглей Амазонки, и с этой целью купил 400 тыс. акров земли в Бразилии.

## Ранние годы
Юхан Элиаш родился в феврале 1962 года в Юрсхольме, Швеция.
Элиаш — внук Г. А. Свенссона, ведущего шведского промышленника.

## Карьера
Элиаш начал свою карьеру реорганизации компаний в 1985 году, когда он присоединился к лондонской частной инвестиционной компании Tufton Group.
Он был исполнительным директором Head — компании по производству спортивных товаров, с 1995 по 2021 год.

### Международная федерация лыжного спорта
В июне 2021 года был избран президентом Международной федерации лыжного спорта (FIS), сменив Джан-Франко Каспера, руководившего организацией 23 года. В 2022 году он был переизбран, но некоторые делегаты назвали выборы недемократическими, так как против него нельзя было проголосовать; в результате 15 национальных ассоциаций вышли во время его выборов и 40 % делегатов воздержались.
Согласно списку богатых людей The Sunday Times, в 2021 году его собственный капитал оценивался в 2,4 миллиарда фунтов стерлингов.

## Другая деятельность
Он является председателем Equity Partners, членом совета директоров Aman Resorts, London Films, Фонд возобновляемых источников энергии и окружающей среды, Longleat и Pitch@Palace Global. Он является членом консультативного совета Всепартийной парламентской группы по полярным регионам, Brasilinvest, и Стокгольмского центра устойчивости, а также первым президентом Форума глобальной стратегии и председателем Галереи Саатчи.

## Экология
В 2005 году Элиаш создал фонд Rainforest Trust и приобрел в целях сохранения участок 400 000 акров (1618,742569 км2) в самом сердце тропических лесов Амазонки, недалеко от реки Мадейра.
В 2006 году он стал соучредителем Cool Earth, благотворительной организации, в которой он сопредседательствует, которая спонсирует местные НПО по сохранению находящихся под угрозой исчезновения тропических лесов. Организация насчитывает более 120 000 зарегистрированных членов.
В 2007 году правительство Великобритании поручило ему провести независимый обзор роли международных финансовых механизмов в сохранении мировых лесов в борьбе с изменением климата. Обзор Элиаша послужил руководством для REDD (Сокращение выбросов в результате обезлесения и деградации) в рамках международной конвенции об изменении климата.

## Личная жизнь
Элиаш был женат на Аманде Элиаш, фотографе и режиссёре, с 1988 по 2006 год; и у них двое сыновей. Их сын Чарльз Элиаш — оперный певец.